# Amhuinnsuidhe Castle

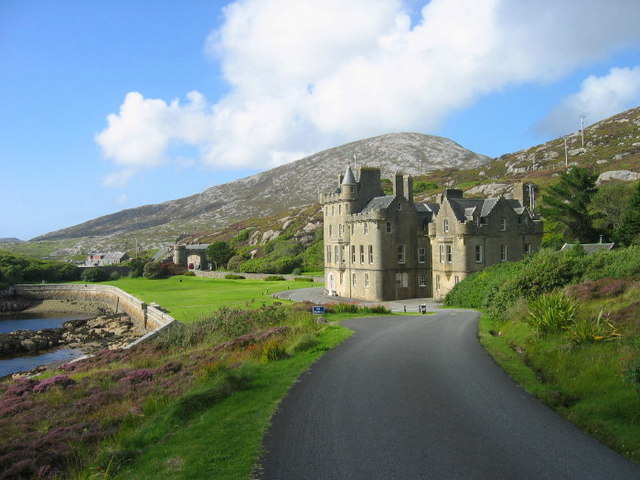
Amhuinnsuidhe Castle

Amhuinnsuidhe Castle, auch Avonsuidb Castle oder Fincastle, ist ein Herrenhaus an der Nordwestküste der schottischen Hebrideninsel Harris. 1971 wurde Amhuinnsuidhe Castle in die schottischen Denkmallisten in der höchsten Kategorie A aufgenommen.

## Geschichte
Das Herrenhaus wurde zwischen 1864 und 1867 für den schottischen Adligen Charles Murray, 7. Earl of Dunmore erbaut. Als Architekt war David Bryce für die Planung verantwortlich. Noch vor Fertigstellung war Murray jedoch überschuldet und das Gebäude wurde von Sir Edward Scott übernommen. Zunächst wurde es „Fincastle“ genannt. Scott vererbte das Anwesen an seinen Sohn Samuel, der für seine opulenten Feste bekannt war. Zu dieser Zeit soll der Schriftsteller James Bridie die Urfassung eines Theaterstücks auf Amhuinnsuidhe Castle geschrieben haben. William Lever, 1. Viscount Leverhulme erwarb das Anwesen im Jahre 1919 und verpachtete es an Scott. Nach Levers Tod 1925 kaufte Scott die Ländereien zurück und sie verblieben bis zu seinem Tode 1944 in seinem Besitz. Daraufhin erwarb der Flugpionier Thomas Sopwith Amhuinnsuidhe Castle, der es 1961 wieder verkaufte. Anschließend wechselte das Anwesen häufig den Besitzer. Heute ist dort ein gehobener Hotelbetrieb und Veranstaltungsort untergebracht.

## Beschreibung
Amhuinnsuidhe Castle liegt an einer kleinen Bucht gegenüber der Insel Taransay an der Westküste von Nord-Harris. Es ist nur durch einen rund 30 m breiten Abschnitt von der Küstenlinie entfernt, die an dieser Stelle mit einer Mauer befestigt ist. Ungewöhnlicherweise führt die Verbindungsstraße direkt an der Vorderfront vorbei. Das asymmetrische Gebäude ist im Scottish-Baronial-Stil gebaut. Die Fassaden sind einfach gehalten und weitgehend ohne Zierrat. Während die vorderen Gebäudeteile aus importierten Quadersteinen bestehen, wurde an den hinteren Teilen örtlicher Bruchstein verbaut. Die schiefergedeckten Satteldächer mit ihren wuchtigen Schornsteinen sind mit Staffelgiebeln verziert. Traufseitig laufen angedeutete Zinnen mit Wehrgängen, die an den Gebäudekanten teils in angedeutete Erkertürme übergehen.